# Strobilanthes longistaminea
Strobilanthes longistaminea är en akantusväxtart som beskrevs av John Richard Ironside Wood. Strobilanthes longistaminea ingår i släktet Strobilanthes och familjen akantusväxter. Inga underarter finns listade i Catalogue of Life.